# Jug Bogdanovac
Jug Bogdanovac (en serbe cyrillique : Југ Богдановац) est un village de Serbie situé dans la municipalité de Merošina, district de Nišava. Au recensement de 2011, il comptait 494 habitants.

## Démographie

### Évolution historique de la population
| 1948 | 1953 | 1961 | 1971 | 1981 | 1991 | 2002 | 2011 |
| ---- | ---- | ---- | ---- | ---- | ---- | ---- | ---- |
| 592  | 643  | 646  | 606  | 578  | 551  | 474  | 494  |

|  |